# Diana Gustilina
Diana Vladimirovna Gustilina (in russo Диана Владимировна Густилина?; Vladivostok, 21 aprile 1974) è un'ex cestista russa.

## Carriera
Con la Russia ha disputato i Giochi olimpici di Atene 2004, i Campionati mondiali del 2002 e i Campionati europei del 2003.